# Пьезоэлектрический излучатель

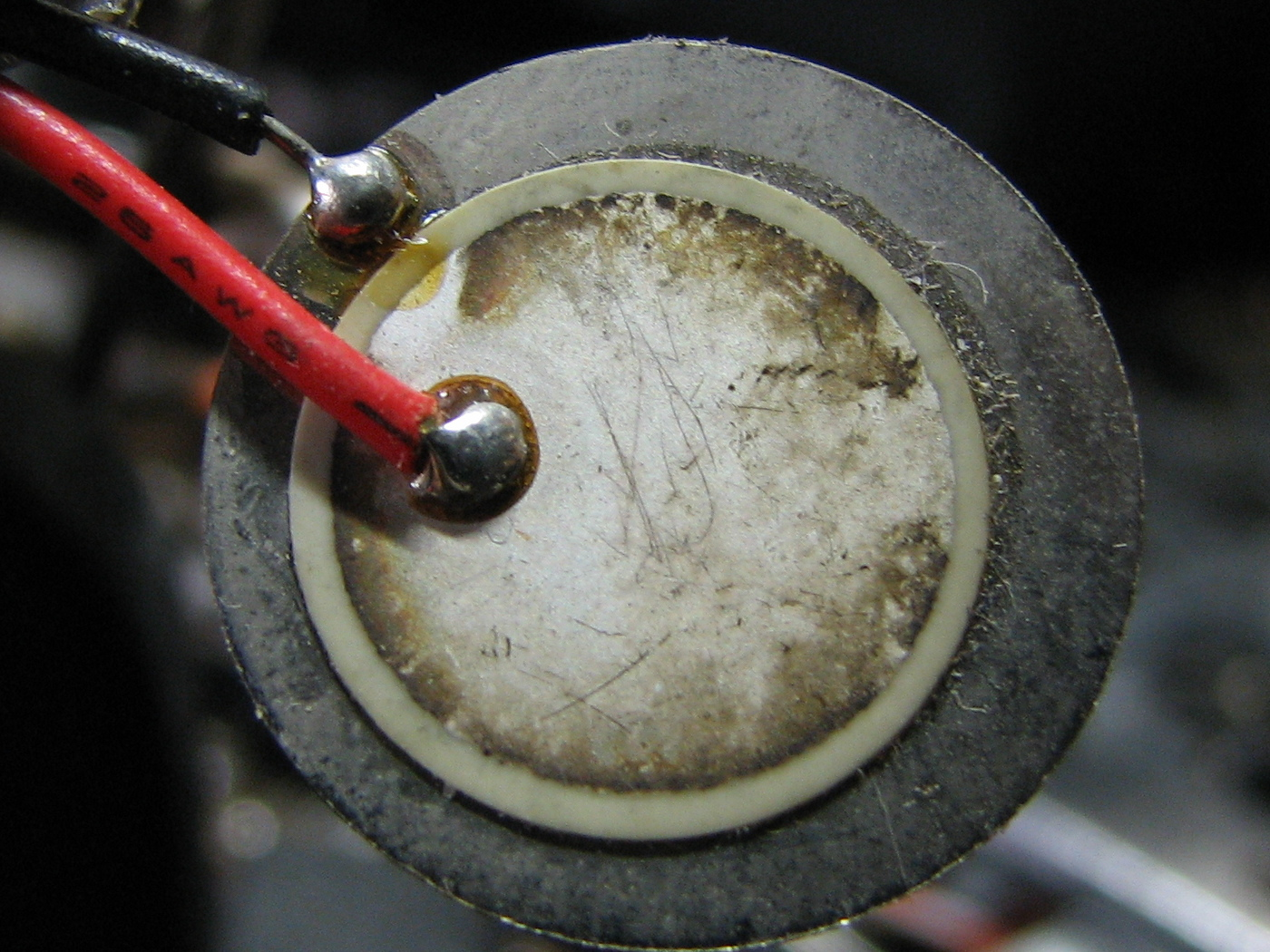
Биморфный пьезоэлемент

Пьезоэлектри́ческий излуча́тель, пьезоизлуча́тель — электроакустическое устройство, способное воспроизводить звук, либо излучать ультразвук, благодаря обратному пьезоэлектрическому эффекту.

## История
В конце 1944 года Центральный научно-исследовательский институт связи разработал пьезоэлектрические громкоговорители с кристаллами сегнетовой соли, обеспечивающие удовлетворительное для проводного вещания воспроизведение в полосе частот 120—8000 Гц.

## Конструкция
Пьезоэлектрический излучатель состоит из металлической пластины, на которую нанесён слой пьезоэлектрика, имеющий на внешней стороне токопроводящее напыление. Пластина и напыление являются двумя контактами. Для увеличения громкости звука к металлической пластине может крепиться небольшой рупор в виде металлического или пластикового купола с отверстием. В качестве рупора также может использоваться углубление в корпусе устройства, в котором используется пьезоизлучатель.
Пьезоэлектрические излучающие элементы могут иметь сферическую или цилиндрическую форму поверхности.

## Наиболее важные параметры
- Номинальное напряжение звукового сигнала [V]
- Допустимое напряжение звукового сигнала [V]
- Рабочий ток (при напряжении[V], частоте [KHz]) [mA]
- Ёмкость (на частоте [Hz]) [pF]
- Резонансная частота [Hz]
- Звуковое давление (на расстоянии [cm]) [dB]
- Диапазон рабочих температур [°C]
- Габаритные размеры [mm]
- Масса [g]

## Пьезоизлучатели отечественного производства
Отечественные пьезоизлучатели имеют обозначения, состоящие из букв «ЗП» (звукоизлучатель пьезоэлектрический) и номера серии. Наиболее распространённые в отечественной бытовой технике излучатели — ЗП-1 и ЗП-3.
Звукоизлучатели типа ЗП приводятся в действие подачей переменного напряжения определённой частоты и амплитуды, обычно, 3…10 В. Частота, при которой звуковое давление максимально, может достигать 75 дБ на расстоянии 1 метр от излучателя. Резонансная частота для большинства пьезоизлучателей составляет 1…4 кГц. Этим обусловлен их характерный, узнаваемый звук, напоминающий «пип».

## Применение

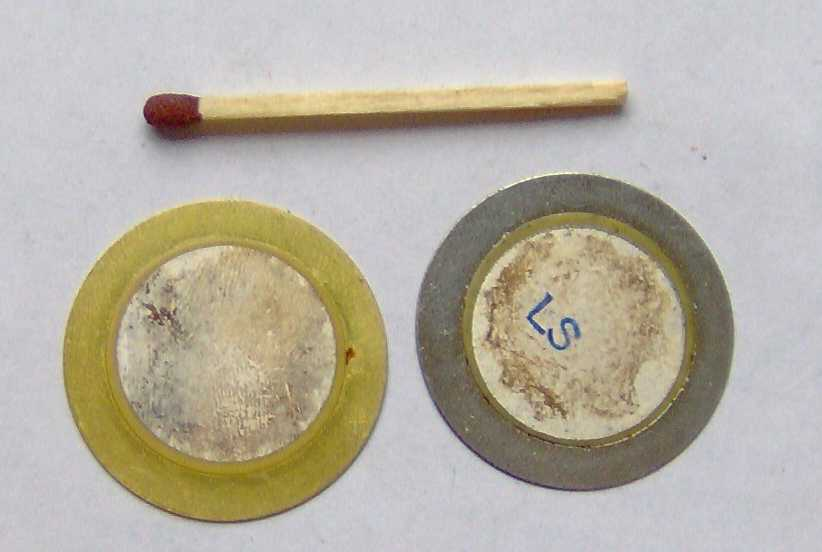

Пьезоизлучатели широко используются в различных электронных устройствах — часах-будильниках, телефонных аппаратах, электронных игрушках, бытовой технике. Часто используются в качестве излучателей ультразвуковых колебаний в устройствах отпугивания грызунов и насекомых, увлажнителях воздуха, ультразвуковых «стиральных машинах» (см. ультразвуковая очистка).
Пьезоизлучатель также может использоваться в качестве пьезоэлектрического микрофона или датчика.